# Solodîri, Volodarsk-Volînskîi
Solodîri (în ucraineană Солодирі) este un sat în comuna Dvorîșce din raionul Volodarsk-Volînskîi, regiunea Jîtomîr, Ucraina.

## Demografie
Componența lingvistică a localității Solodîri
     Ucraineană (99,49%)
     Alte limbi (0,51%)
Conform recensământului din 2001, majoritatea populației localității Solodîri era vorbitoare de ucraineană (99,49%), existând în minoritate și vorbitori de alte limbi.